# فردینان زکا
فردینان زکا (فرانسوی: Ferdinand Zecca‎؛ ۱۹ فوریهٔ ۱۸۶۴ – ۲۳ مارس ۱۹۴۷) بازیگر، کارگردان فیلم و فیلم‌نامه‌نویس اهل فرانسه بود.
از فیلم‌های که او در آنها نقش داشته‌است می‌توان به «دون ژوان» (۱۹۰۸) اشاره کرد.